# Vašek Káňa

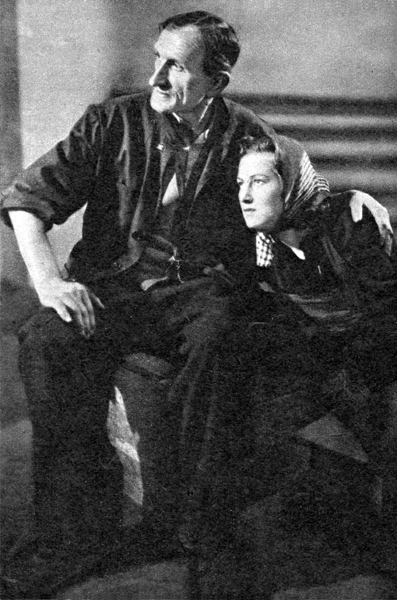
Józef Pilarski i Halina Jabłonowska w sztuce Brygada szlifierza Karhana, Teatr Nowy w Łodzi 1950

Vašek Káňa, właściwie Stanislav Řáda, ur. 23 kwietnia 1905 w Kralupach nad Wełtawą, zm. 30 kwietnia 1985 w Pradze – czeski dziennikarz i dramaturg, autor socrealistycznej sztuki Brygada szlifierza Karhana.